# Mjóifjörður, Ísafjarðardjúp
Mjóifjörður är en fjord i republiken Island.   Den ligger i Ísafjarðardjúp väster om Ísafjörður i regionen Västfjordarna, 200 km norr om huvudstaden Reykjavík. Fjorden är långsmal. Den är 2,2 km bred vid mynningen mellan Digranes och  Miðtangi, och behåller denna bredd ner till ön Hrútey som ligger 6 km in i fjorden. Därefter smalnar den av till en bredd av cirka 1 km. Fjordens fulla längd är 18,4 km och dess yta är 25,6 km². Vattendjupet är vid mynningen mellan 40 och 60 meter, men vid Hrútey mindre än 40 meter. Namnet Mjóifjörður betyder ″den smala fjorden″, av mjór, ″smal″.
Väg 61 (Djúpvegur) korsar fjorden via en 127 meter lång bro vid Hrútey.